# Bice Vanzetta
Bice Vanzetta (født 7. marts 1961) er en italiensk kvindelig tidligere langrendsløber, som deltog i tre olympiske vinterlege i 1980'erne og 1990'erne.
Vanzetta debuterede i et World Cup-løb i 1986, og hun deltog første gang ved vinter-OL i 1988 i Calgary, hvor hun stillede op på 10 km-distancen og blev nummer sytten.
Hun var i 1991 med til at vinde VM-sølv i 4 x 5 km, og ved samme VM opnåede hun sin karrieres bedste individuelle placering med en tolvteplads i 5 km klassisk stil.
Hun var med igen ved vinter-OL 1992 i Albertville, hvor hun var tilmeldt i tre individuelle discipliner, men kun deltog i to med en tyvendeplads som bedste resultat. Hun var desuden med på det italienske stafethold, som kom på tredjepladsen på 4 x 5 km efter SNG og Norge. De øvrige løbere på det italienske hold var Manuela di Centa, Gabriella Paruzzi og Stefania Belmondo.
Ved VM i 1993 var hun igen med på det italienske stafethold på 4 x 5 km, og igen blev det til en sølvmedalje.
Ved vinter-OL 1994 i Lillehammer deltog hun i to individuelle konkurrencer og fik en bedste placering som nummer nitten i 5 km klassisk stil. Igen var hun med i stafetten sammen med Manuela di Centa, Gabriella Paruzzi og Stefania Belmondo, der blev nummer tre på 4 x 5 km efter vinderne fra Rusland og Norge.
Hun er søster til Giorgio Vanzetta, der også var langrendsløber og olympisk medaljevinder.

## OL-medaljer
- 1992  Frankrig Albertville –  Bronze i langrend, 4 x 5 km stafet, damer  Italien
- 1994  Norge Lillehammer –  Bronze i langrend, 4 x 5 km stafet, damer  Italien

## VM-medaljer
- 1991  Italien Val di Fiemme –  Sølv i langrend, 4 x 5 km stafet, damer  Italien
- 1993  Sverige Falun –  Sølv i langrend, 4 x 5 km stafet, damer  Italien